# Prix Combourg
Pour les articles homonymes, voir Chateaubriant.
Ne doit pas être confondu avec Prix Chateaubriand.
Le prix Combourg-Chateaubriand est un prix littéraire français, créé en 1998 par Hervé Louboutin et la comtesse de La Tour du Pin Verclause. Il récompense chaque année un écrivain dont le style honore la mémoire et l'œuvre de Chateaubriand, qui passa au château de Combourg (Ille-et-Vilaine) une partie de sa jeunesse.
Chaque année, le prix est remis par l'Académie Chateaubriand, dans l'ancienne salle des gardes du château. La cérémonie est suivie d'une conférence du lauréat à la médiathèque « Les Sources » de Combourg.

## L'Académie Chateaubriand, jury du prix Combourg
Le jury du prix Combourg est composé de membres permanents et des lauréats précédents. Le premier lauréat du prix, Philippe de Saint Robert, en est le président depuis 1999. Parmi les membres et anciens membres de cette académie figurent notamment : 
- La comtesse Sonia de La Tour du Pin Verclause ;
- Le comte Guy de La Tour du Pin Verclause, fils de la précédente ;
- Catherine Decours, écrivain ;
- Robert de Goulaine, écrivain (1933-2010) ;
- Ghislain de Diesbach, biographe (1931-2023) ;
- Jean de Malestroit, écrivain (1932-2021)[3] ;
- Bernard Degout, directeur de la Maison de Chateaubriand ;
- Sacha Bauquin, écrivain ;
- L'abbé Bernard Heudré, prêtre catholique et hagiographe ;
- Jean-Yves Paumier, vernien, chancelier de l'Académie littéraire de Bretagne et des Pays de la Loire ;
- Romain Barreau, historien ;
- Hervé Louboutin, journaliste.

## Liste des lauréats
| Année | Identité                       | Livre                                     |
| ----- | ------------------------------ | ----------------------------------------- |
| 2025  | Christophe Dickès              | Pour l'Eglise. ce que le monde lui doit.  |
|       |                                |                                           |
| 2024  | Sylvain Tesson                 | Avec les fées                             |
| 2023  | Emmanuel Godo                  | Maurice Barrès : le grand inconnu         |
| 2022  | Lætitia De Witt                | L’Aiglon. Le rêve brisé de Napoléon.      |
|       |                                |                                           |
| 2019  | Michel de Grèce                | Avec ou sans couronne                     |
| 2018  | Philippe de Villiers           | Le Puy du Fou : un rêve d'enfance         |
| 2017  | Emmanuel de Waresquiel         | Juger la Reine                            |
| 2016  | François Sureau                | Je ne pense plus voyager                  |
| 2015  | Éric Zemmour                   | Le Suicide français,                      |
| 2014  | Alain Finkielkraut             | L'Identité malheureuse                    |
| 2013  | Jean-Marie Rouart              | Napoléon ou la Destinée                   |
| 2012  | Reynald Secher                 | Vendée : du génocide au mémoricide        |
| 2011  | Christophe Barbier             | Les Derniers Jours de François Mitterrand |
| 2010  | Marguerite Castillon du Perron | Montalembert et l'Europe de son temps     |
| 2009  | Michel David-Weill             | L'esprit en fête                          |
| 2008  | Jean Raspail                   | Pour l'ensemble de son œuvre              |
| 2007  | Jean-Maurice de Montremy       | Rancé, le soleil noir                     |
| 2006  | Francis Huré                   | Portraits de Pechkoff                     |
| 2005  | Jean-Christian Petitfils       | Louis XVI                                 |
| 2004  | Marc Fumaroli                  | Chateaubriand, poésie et terreur          |
| 2003  | Régis Debray                   | Dieu : un itinéraire                      |
| 2001  | Jean d'Ormesson                | Voyez comme on danse                      |
| 2000  | Gérard Leclerc                 | L’Amour en morceaux ?                     |
| 1999  | Philippe Barthelet             | Saint Bernard                             |
| 1998  | Philippe de Saint Robert       | Le Secret des jours                       |

## Controverses
En septembre 2015, après l'annonce de l'attribution du prix à l'écrivain et polémiste Éric Zemmour pour son ouvrage Le Suicide français, le président socialiste du conseil départemental d’Ille-et-Vilaine Jean-Luc Chenut réagit publiquement en regrettant que ce prix « consacre un auteur qui a abandonné le champ de la création artistique pour se consacrer à la promotion d'une idéologie incompatible avec les idéaux républicains. » À la suite de cela, le conseil départemental décide de mettre fin aux subventions accordées au prix,.
En octobre 2023, l'attribution du prix à Maurice Barrès : le grand inconnu de l'écrivain Emmanuel Godo crée à nouveau une polémique lorsque l'antenne locale du Nouveau Parti anticapitaliste fustige le choix de l'académie, considérant qu'en « décernant ce prix à l’auteur de la biographie de Barrès, c’est bien à Barrès lui-même que le jury du prix rend hommage », et qualifiant le prix Combourg-Chateaubriand de « Goncourt des réactionnaires et des écrivains d’extrême droite. »